# أندريا البرتي
أندريا البرتي (بالإيطالية: Andrea Alberti)‏ (15 يناير 1985 ديسينزانو دل غاردا إيطاليا - ) هو لاعب كرة قدم إيطالي يلعب كمهاجم.